# Toots Mondello
Toots Mondello (Boston, 14 août 1911 - New York, 15 novembre 1992) est un saxophoniste alto américain, associé au swing.
Mondello a joué en compagnie de Mal Hallett de 1927-1933 et au sein des Commanders, le groupe d'Irving Aaronson. En 1934-35 il accompagna l'orchestre de Benny Goodman, passa un temps auprès de Joe Haymes ou encore Ray Noble et Phil Harris. Il devint rapidement musicien studio, travaillant de manière intensive avec Teddy Wilson, Bunny Berigan, Lionel Hampton, Louis Armstrong (en 1938 et 39), Miff Mole, Claude Thornhill, Larry Clinton, Chick Bullock. Meneur d'un big band en 1937 et 1939, il fit deux sessions (nonette et trio), avant de retourner vers Goodman en 1939-40. Toots Mondello servit l'armée durant la Seconde Guerre Mondiale ; rentré au pays, il reprit son métier de musicien de session jusque dans les années 1970 (il fit un enregistrement supplémentaire avec Goodman en 1967). Très célèbre en Europe dans les milieux mélomanes ou zazou, c'est de son prénom que vient le surnom de l'harmoniciste Toots Thielemans.